# Rudolf Müller (Bischof)
Rudolf Müller (* 24. Juni 1931 in Schmottseiffen, Niederschlesien; † 25. Dezember 2012 in Görlitz) war Bischof von Görlitz.

## Leben

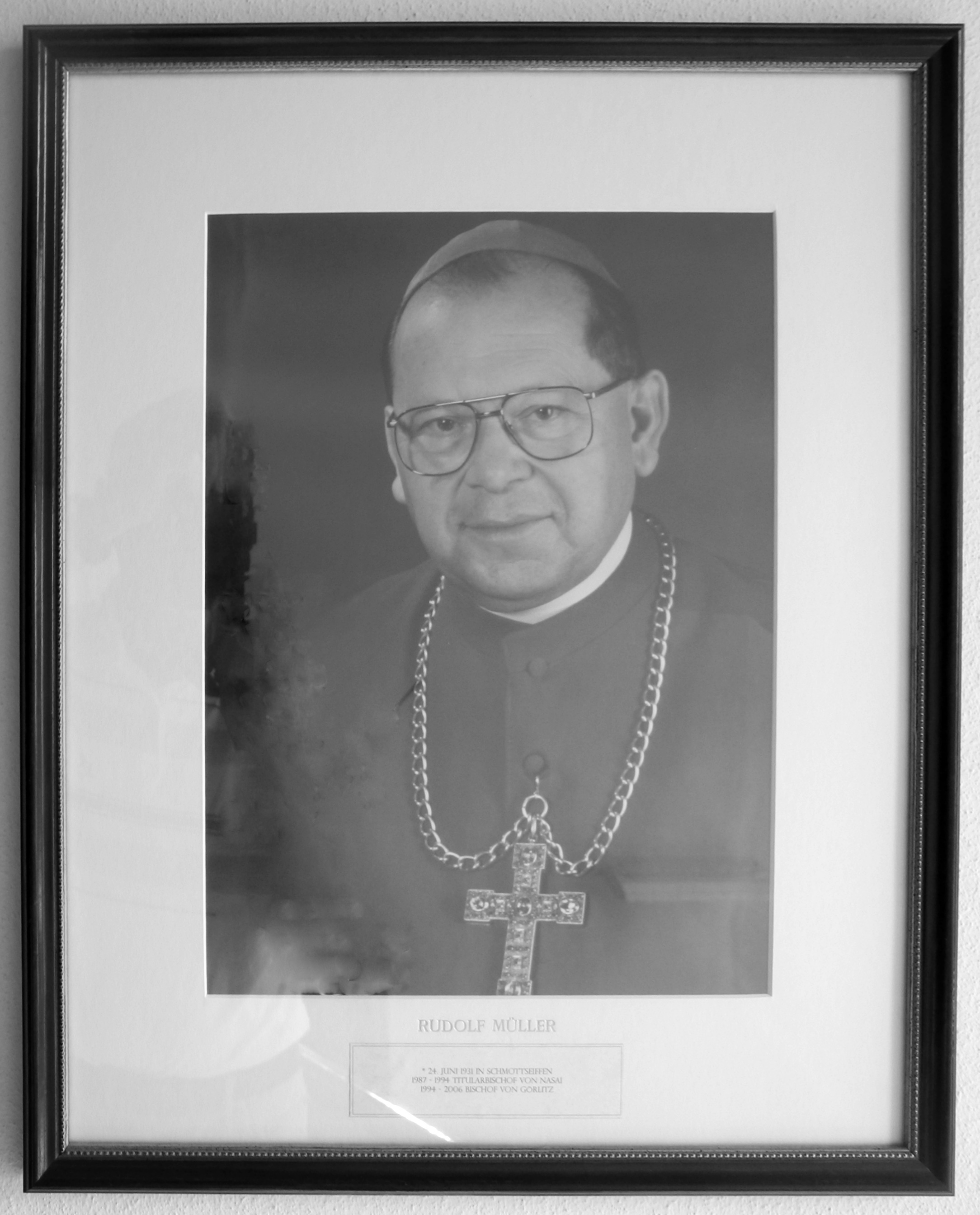
Bischof Rudolf Müller

Bischöfliches Wappen

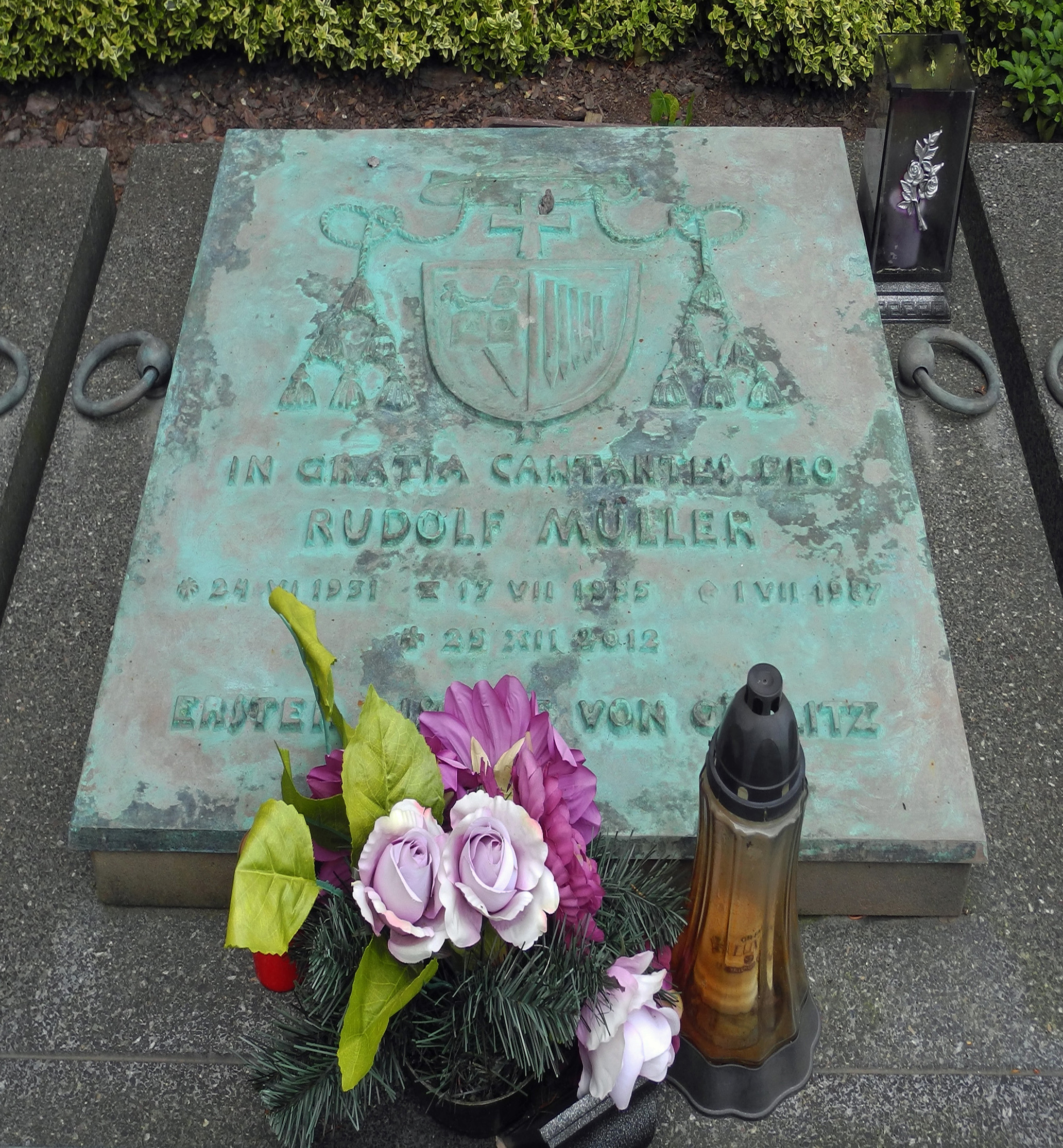
Grabstätte von Bischof Rudolf Müller in der Domherrengruft Görlitz

Rudolf Müller, Sohn einer Kaufmannsfamilie, wurde in Schmottseiffen im heute polnischen Teil Schlesiens geboren. Er empfing nach der Vertreibung am 7. März 1955 die Diakonenweihe und am 17. Juli 1955 in Neuzelle die Priesterweihe und wirkte von 1955 bis 1964 zunächst als Kaplan in Wittichenau, später in Hoyerswerda und Görlitz. 1964 wurde er Rektor des Görlitzer Katechetenseminars und war anschließend bis 1987 Ordinariatsrat und Leiter des Seelsorgeamtes. 
Am 19. Mai 1987 ernannte ihn Papst Johannes Paul II. zum Titularbischof von Nasai und zum Weihbischof des Apostolischen Administrators von Görlitz. Die Bischofsweihe spendete ihm der Apostolische Administrator, Bischof Bernhard Huhn, am 1. Juli 1987; Mitkonsekratoren waren die Weihbischöfe Georg Weinhold (Bistum Dresden-Meißen) und Hans-Reinhard Koch (Bischöfliches Amt Erfurt-Meiningen).
Mit der Errichtung des Bistums Görlitz am 27. Juni 1994 wurde er von Johannes Paul II. zum ersten Bischof der neu gegründeten Diözese ernannt und am 3. September 1994 in dieses Amt eingeführt. Sein Wahlspruch war: In Gratia cantantes Deo („Ihr seid in Gnade, darum singet Gott“) – ein Zitat aus dem Kolosserbrief (Kol 3,16 ).
Am 24. Juni 2006 nahm Papst Benedikt XVI. Müllers aus Altersgründen vorgebrachtes Rücktrittsgesuch an.
Rudolf Müller galt als wichtiger Verbindungsmann zwischen der Kirche in Deutschland und Polen. Er war ein großer Verfechter der deutsch-polnischen Versöhnung. Für viele Jahre war er aktiv in der Deutschen Bischofskonferenz für die Beziehungen mit der Polnischen Bischofskonferenz. Nach der Erweiterung der Europäischen Union im Jahr 2004 entwickelte Bischof Müller in der deutsch-polnischen Grenzregion eine enge Zusammenarbeit der Kirchen. Zu seinen bekanntesten Initiativen gehörte eine gemeinsame Fronleichnamsprozession deutscher und polnischer Katholiken. In seinem Bistum galt Müller als volkstümlicher Theologe, der bei den Gläubigen beliebt war.
Seine letzte Ruhestätte fand Müller in der Bischofs- und Kapitelsgruft der Kathedrale St. Jakobus.